# 711. Infanterie-Division (Wehrmacht)
Die 711. Infanterie-Division  war eine deutsche Infanteriedivision im Zweiten Weltkrieg.

## Geschichte

### Aufstellung
Die Division wurde Anfang Mai 1941 im Rahmen der 15. Aufstellungswelle im Wehrkreis XI (Hannover) aus den Ersatztruppen des Wehrkreises aufgestellt.

### Atlantikwall
Im Juni 1941 kam die Division zur 15. Armee bei der Heeresgruppe D an der Kanalküste zum Einsatz. Dort blieb die Division bis Juni 1944, wobei sie im gleichen Monat zur Heeresgruppe B wechselte. Im Monat darauf kam die Division in die Normandie, im Juli 1944 bei der Panzergruppe West und im August 1944 bei der aus der Panzergruppe West hervorgegangenen, neuen 5. Panzerarmee. 

### Operation Overlord
Die Division war im Juni 1944 bei der Operation Overlord bzw. der dazugehörigen Operation Tonga an der sogenannten Sword Beach, im Osten hinter der Dives, eingesetzt. In der Normandie erlitt die Division schwere Verluste, u. a. im Kampf gegen die britische 6. Luftlande-Division und der Verteidigung eines Orne-Brückenkopfes, und wurde für eine Auffrischung vorgesehen. 

### Auffrischung in den Niederlanden
Im September 1944 kehrte die Division zur 15. Armee zurück und begab sich in die Niederlande, südlich von Rotterdam, um sich einer umfassenden Auffrischung zu unterziehen. Nach Abschluss dieses Prozesses verblieb sie zunächst weiterhin bei der Heeresgruppe B, wurde aber schließlich im Dezember 1944 der Heeresgruppe H zugeteilt. Die Auffrischung ging mit einer Neustrukturierung als Felddivision einher.

### Verlegung an die Ostfront
Im Januar 1945 folgte die Verlegung von Utrecht zur Heeresgruppe Süd an die Ostfront nach Ungarn. Im Zuge des Unternehmens Konrad I sollte die Division die Verteidigung von Budapest und den kriegswichtigen Ölfeldern in Westungarn mit übernehmen, kam dann beim Unternehmen Konrad II Anfang Januar 1945 beim Kampf um Ungarn zum Einsatz. 

### Plattensee
Dort war sie im Februar/März 1945 am Plattensee bei der 6. Armee, ging dann zur 8. Armee nach Gran und wechselte zur 1. Panzerarmee bei der Heeresgruppe Mitte nach Mähren. Am Plattensee wurde die Division bei der Plattenseeoffensive eingesetzt. Im April 1945 wurde der Divisionskommandeur bei einem Autounfall schwer verletzt und konnte die Führung nicht mehr ausführen. Da das Kriegstagebuch der Division weiterhin seinen Namen als Divisionskommandeur führte, ist davon auszugehen, dass das OKW nicht mehr über den Ausfall informiert war und keinen Nachfolger benennen konnte. 

### Kapitulation
Zu Kriegsende kam die Division im Raum Deutsch-Brod in sowjetische Kriegsgefangenschaft.

## Kommandeure
- Oberst/Generalmajor Dietrich von Reinersdorff-Paczensky und Tenczin: von der Aufstellung bis April 1942
- Generalmajor Wilhelm Haverkamp: von April 1942 bis Mitte Juli 1942
- Generalmajor Friedrich-Wilhelm Deutsch: von Mitte Juli 1942 bis Mitte März 1943
- Generalmajor/Generalleutnant Josef Reichert: von Mitte März 1943 bis April 1945
- Oberst Bernhard-Georg von Watzdorf: April 1945
- Oberst Jobst Hilmar von Bose (Kommandeur des Grenadier-Regiments 744): von Ende April 1945 bis Kriegsende

## Gliederung
1941
- Infanterie-Regiment 731 mit drei Bataillone durch Division Nr. 171 (Hannover)
- Infanterie-Regiment 744 mit drei Bataillone durch Division Nr. 191 (Braunschweig)
- Artillerie-Abteilung 651 mit drei Batterien
- Divisions-Einheiten 711 u. a. mit Pionier- und Nachrichten-Kompanie

Juli 1943
- Artillerie-Abteilung 651 wird zum Artillerie-Regiment 651

Oktober 1943
- I./Grenadier-Regiment 731 wurde an die Ostfront abgegeben und dort Ende Januar 1944 I./Grenadier-Regiment 226 der 79. Infanterie-Division

Januar 1944
- Artillerie-Regiment 651 wird in Artillerie-Regiment 1711 umbenannt

April 1944
- Turkestanisches Infanterie-Bataillon 781 als I./Grenadier-Regiment 731 eingegliedert

Juli 1944
- I./Grenadier-Regiment 731 wird wieder Turkestanisches Infanterie-Bataillon 781

- als Ersatz wird das Nordkaukasische Bataillon 781  I./Grenadier-Regiment 731

Dezember 1944
- Grenadier-Regiment 731 mit zwei Bataillone (I. und III.)
- Grenadier-Regiment 744 mit zwei Bataillone (I. und III.)
- Grenadier-Regiment 763 mit zwei Bataillone (I. und II., I. wurde aus II./Grenadier-Regiment 731 gebildet)
- Füsilier-Bataillon 1711
- Artillerie-Regiment 1711 mit drei Abteilungen
- Divisions-Einheiten 711